# Massacre de l'ambassade de Russie à Téhéran
Le massacre de l'ambassade de Russie à Téhéran, connu dans l'historiographie russe sous le nom de tragédie de Téhéran de 1829 (en russe : Тегеранская трагедия) est un massacre de masse des membres de l'ambassade de Russie et des réfugiés arméniens qu'ils abritaient. Par la suite, les moudjahidines tuent presque toute l'ambassade de Russie. Parmi les victimes se trouve le chef de la mission diplomatique et écrivain russe à temps partiel Alexandre Griboïedov.

## Contexte

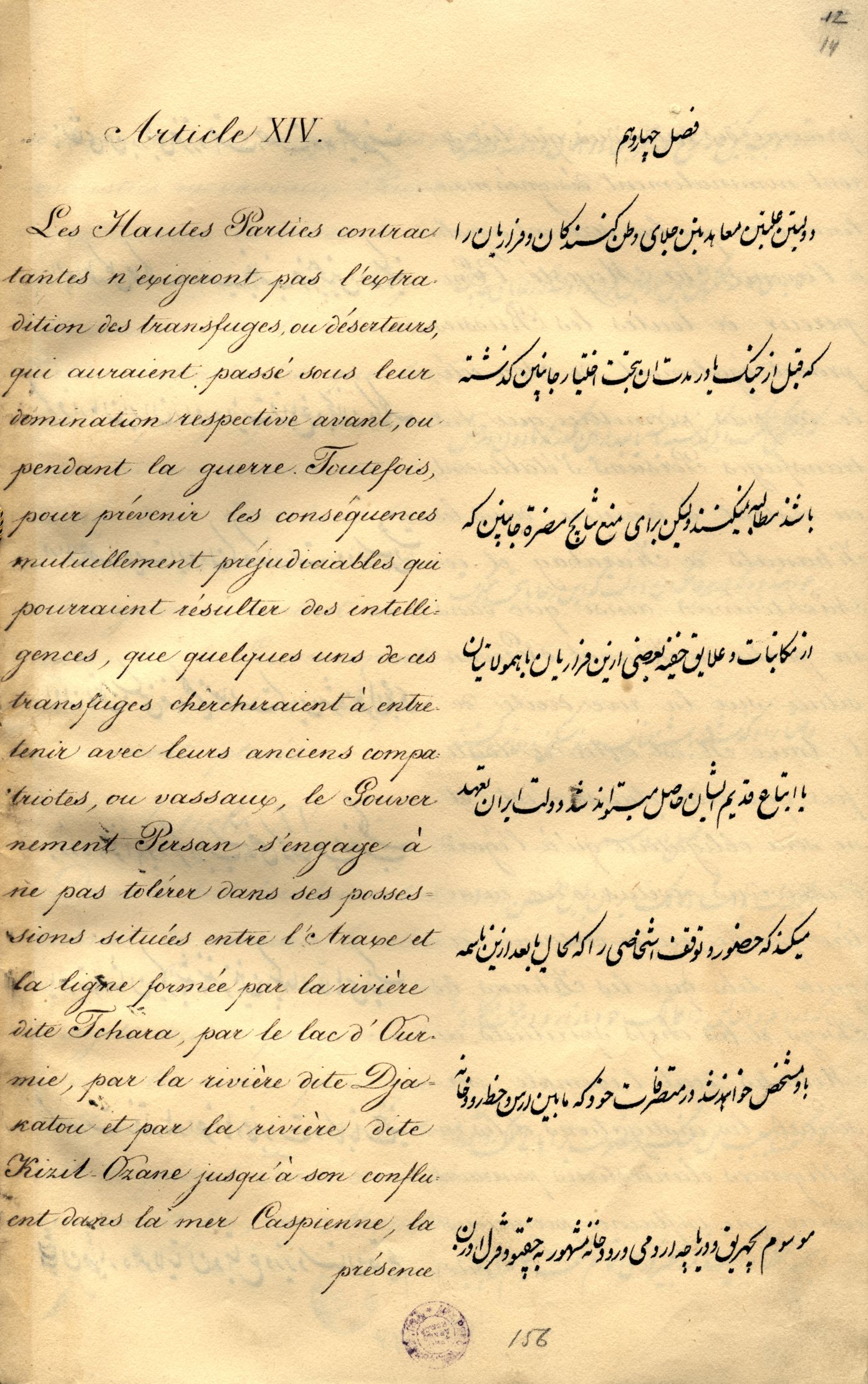
Traité de Turkmantchaï qui met fin à la guerre russo-persane de 1826.

Après la signature du traité de paix de Turkmantchaï, une mission diplomatique dirigée par Alexandre Griboïedov est envoyée en Perse à l'automne 1828. En janvier 1829, Griboïedov mène des négociations difficiles avec Fath Ali Chah Qadjar à Téhéran, au cours desquelles il exige du Chah de Perse le paiement de la dette restante, ainsi que le retour des personnes capturées pendant la guerre de 1826-1828. Au cours de ces négociations, deux concubines arméniennes courent vers sa résidence temporaire, ainsi que le deuxième eunuque du harem du Chah, Yakub, que Griboïedov prend sous sa protection et cache dans la résidence,.
Le clergé persan, après que Griboïedov ait abrité les réfugiés, déclare que les ambassadeurs russes ont violé les lois de l'islam et les préceptes de la charia, de telles déclarations étant perçues par la population iranienne comme un appel à attaquer les ambassadeurs russes et à les punir pour avoir violé les traditions iraniennes.

## Massacre

Le célèbre écrivain et diplomate russe Alexandre Griboïedov.

Le 30 janvier, une foule en colère envahit le territoire de la résidence russe. Tout d'abord, Yakub Mirza est tué et les deux concubines arméniennes sont rendues à leurs propriétaires. Ensuite, une foule de plus en plus nombreuse attaque la maison où se trouve l'ambassade russe. Alexandre Griboïedov meurt après avoir opposé une résistance désespérée, tuant 18 personnes sur son passage[réf. nécessaire] . Son corps est si mutilé qu'il est presque impossible de l'identifier. Les cosaques qui accompagnent la mission diplomatique meurent également,.

## Victimes

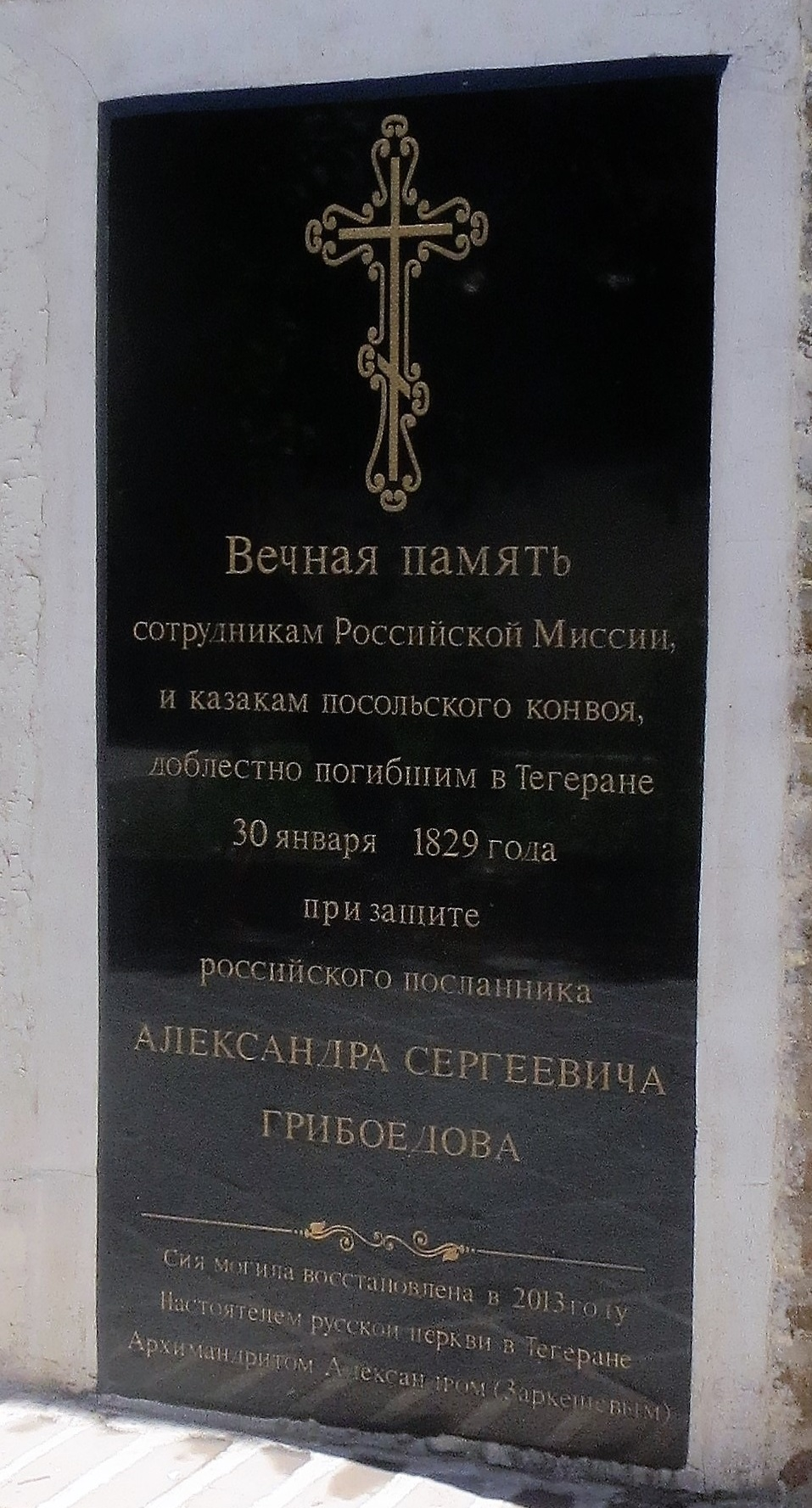
Pierre commémorative d'Alexandre Griboïedov dans l'église arménienne Saint-Thaddeus, à Téhéran, en Iran.

Alexandre Griboïedov (célèbre écrivain et diplomate russe), Yakub Mirza (ru) (le deuxième eunuque du harem de Fath-Ali Shah), Salomon Melikov (un estimateur collégial et le fils de la sœur du chef eunuque du Shah persan Manuchehr Khan) sont tués ainsi que 16 cosaques, 30 domestiques et 5 membres de l'ambassade.